# Ramiro Garcés von Viguera
Ramiro Garcés (* um 945, † 9. Juli 981) war von 972 bis 981 König von Viguera aus dem Haus Jiménez. Er war ein Sohn des Königs García I. von Navarra († 970) aus dessen zweiter Ehe mit Teresa und damit ein Halbbruder des Königs Sancho II. Abarca von Navarra († 994).

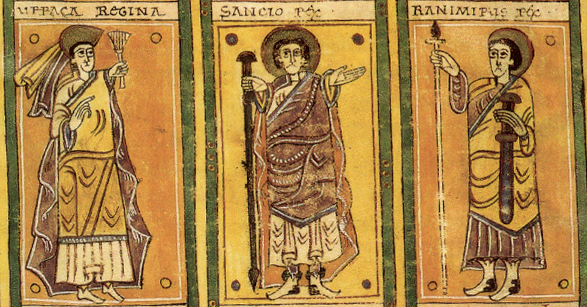
Darstellung aus dem Codex Vigilanus, 10. Jahrhundert.
Links: Urraca Fernández; Mitte: Sancho II. von Navarra; Rechts: Ramiro von Viguera.

Ramiro wird erstmals in einer Urkunde seines Vaters aus dem Jahr 953 neben seinen Geschwistern Sancho und Urraca genannt. Zu einem späteren Zeitpunkt muss sein zweiter Bruder Jimeno geboren sein. Beim Tod des Vaters 970 folgte diesem Sancho als ältester Sohn als König von Navarra, das in jener Zeit das Land um Pamplona und Nájera umfasste. Ramiro scheint mit keinen Gütern bedacht worden zu sein, jedenfalls bezeugte er 971 eine Schenkung seines Bruders an die Abtei San Millán de la Cogolla noch ohne jeden Titel. Erst in zwei Urkunden vom 13. bzw. 30. November 972 wird er erstmals als „König von Viguera“ genannt, wobei er in der Position eines „Unterkönigs“ seinem Bruder nachstehend aufgeführt wird. Einer Urkunde der Mönche der Abtei San Martín de Albelda vom 22. Mai 974 ist zu entnehmen, dass sich Ramiros Herrschaftsbereich über Viguera am Río Iregua hinaus auch über Leza am Río Leza erstreckte und damit in etwa das Land der Rioja Media umfasste.
An der Seite seines Bruders und seines Schwagers, des Grafen García Fernández von Kastilien, engagierte sich Ramiro im Kampf gegen das Kalifat von Córdoba (Al-Andalus). An der Spitze seines Heeres wurde er auf dem Weg nach San Esteban de Gormaz, das bereits von seinem Bruder belagert wurde, am 6. Juli 975 bei Estercuel von einem maurischen Heer gestellt und geschlagen. Kurz darauf wurde auch sein Bruder vor San Esteban de Gormaz besiegt und in die Flucht geschlagen. Im Jahr darauf starb der Kalif al-Hakam II. und die Führung des Kalifats übernahm der Wesir Almansor († 1002), der sich als gefährlichster Gegner für die christlichen Reiche Spaniens erweisen sollte. Zunächst aber blieb die Machtergreifung des Wesirs unter den Mauren nicht widerspruchslos und der mächtige Feldherr Galib erhob sich gegen ihn. Ramiro verbündete sich mit Galib, doch wurden beide am 9. Juli 981 in einer Schlacht bei Torrevicente von Almansor besiegt und getötet. Daraufhin wurde Ramiro in der Abtei San Salvador de Leire bestattet, an die zu seinem Gedenken sein Bruder und seine Schwägerin erstmals am 15. August 981 eine Schenkung tätigten. 991 wiederholten sie dies.
Aus einer Ehe mit einer unbekannten Frau hatte Ramiro zwei Söhne, Sancho und García. Ob diese ihm in Viguera nachfolgten oder ob das kleine Königreich bereits nach seinem Tod von Sancho II. wieder mit Navarra verbunden wurde, ist schwer feststellbar. Beide Söhne treten lediglich in wenigen Urkunden ihres Onkels ohne königliche Titulatur auf, was darauf schließen lässt, dass dieser nicht gewillt war, ihnen das Unterkönigreich ihres Vaters zu belassen. Allein García wurde rückwirkend in einer Urkunde seiner Tochter Toda aus dem Jahr 1050 als König tituliert. Antonio Ubieto Arteta vertritt die Auffassung, dass Viguera erst nach dem Tod Garcías vor 1013 von dessen Tochter in einem Tauschhandel an ihren Vetter Sancho III. zurückerstattet wurde. Ihr Mann, Fortún Sánchez, wurde später im Gegenzug als princeps gewürdigt und darauf mit der Herrschaft über Nájera betraut.